# Champagnevoetbal
De uitdrukking champagnevoetbal is een term uit het voetbal. Wanneer een voetbalteam attractief, technisch verfijnd en sprankelend voetbal brengt, spreekt men over champagnevoetbal, verwijzend naar de gelijknamige schuimwijn. Vaak gaat champagnevoetbal gepaard met overtuigende overwinningen en hoge scores.
In België wordt de term vooral gelinkt aan voetbalclub RSC Anderlecht en manager Herman Van Holsbeeck, die in 2007 toegaf dat de term hem blijft achtervolgen. In 2012 stelde een krant dat Spanje het Europees kampioenschap had gewonnen met champagnevoetbal. Zelden wordt de term gebruikt om het voetbal van clubs die onderaan het klassement staan, te beschrijven.
De tegenpool van champagnevoetbal is werkersvoetbal. In het geval van werkersvoetbal wordt er minder belang gehecht aan technisch verfijnd voetbal en eerder aan inzet, doorzettingsvermogen en duelkracht. In België wordt de term voornamelijk gelinkt aan Club Brugge. Ook het Britse kick and rush-voetbal wordt beschouwd als een vorm van werkersvoetbal.